# Pardosa pseudotorrentum
Pardosa pseudotorrentum este o specie de păianjeni din genul Pardosa, familia Lycosidae, descrisă de Miller și Jan Buchar în anul 1972.
Este endemică în Afghanistan. Conform Catalogue of Life specia Pardosa pseudotorrentum nu are subspecii cunoscute.